# Manuel Valente dos Santos
Manuel Valente dos Santos (Soutelo, 21 de abril de 1920 — Aveiro, 27 de janeiro de 2011) foi um inventor português.